# Compte positif

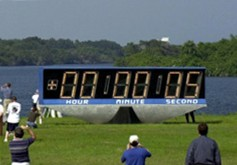
Compte positif au lancement de la Navette spatiale américaine du Centre Kennedy.

Un compte positif, dans le domaine de l'astronautique, est une partie de la chronologie de lancement qui suit un ordre de mise à feu déterminé ou le décollage, et qui s'étend à toute la séquence de vol.
Le compte positif est précédé par le compte à rebours.
Le terme correspondant en anglais est count-up.

## Référence
Droit français : arrêté du 20 février 1995 relatif à la terminologie des sciences et techniques spatiales.